# Poyenberg
Poyenberg est une commune allemande du Schleswig-Holstein, située dans l'arrondissement de Steinburg (Kreis Steinburg), à dix kilomètres au nord de la ville de Kellinghusen. Poyenberg est l'une des 19 communes de l'Amt Kellinghusen dont le siège est à Kellinghusen.